# 川村隆
川村 隆（かわむら たかし、1939年12月19日 - ）は、日本の実業家。元東京電力ホールディングス取締役会長。元みずほフィナンシャルグループ社外取締役。元日立製作所取締役・代表執行役会長兼執行役社長、同相談役。元日本経済団体連合会（経団連）副会長。
北海道函館市出身。
父親は英文学者で元北海道大学教授の川村米一

## 来歴
北海道札幌西高等学校を経て、1962年3月東京大学工学部電気工学科卒業。在学中は原子力発電の研究に従事した。1962年4月、日立製作所入社。
日立では電力設計部に所属。1972年に主任技師となり、関西電力姫路第二発電所の火力6号機（略称「姫6」）、中国電力島根原子力発電所1号機などの開発に従事。東京本社火力技術本部を経て、1991年に日立工場副工場長となり、翌年工場長に就任。1995年に常務取締役（営業担当）、1999年副社長。2003年に退任し、日立ソフトウェアエンジニアリング・日立プラントテクノロジー・日立マクセルの各会長を務める。
2004年電気学会会長。2009年3月、前年のリーマン・ショック等の影響で、大幅な赤字を出していた本社の経営再建のため、中西宏明、八丁地隆とともに子会社から呼び戻されるという異例の人事が断行され、代表執行役会長兼執行役社長に就任。
社長就任後は、日立情報システムズなど上場子会社の完全子会社化等の経営効率化、テレビ事業撤退等の不採算部門整理、公募増資の実施による自己資本比率の回復など、経営再建に務める。2010年会長職に専念し、同年火力発電設備事業分野における三菱重工業との統合を決定。これらの改革が功を奏し、2012年3月期には、純利益が過去最高を計上するなど、約3年で経営は立ち直り、「V字回復」と呼ばれた。2013年に会長を退き、2016年6月まで相談役を務めた。
この間、日本経済団体連合会（経団連）副会長も務め、2014年に退任した米倉弘昌会長の後任の最有力候補とも言われたが、就任を固辞し、自身も米倉と共に退任した。
2017年3月、東京電力ホールディングス会長の就任が発表される。川村の起用については、東電の株の大半を保有する政府の強い意向があったとされ、日立の経営を立て直した手腕を生かし、福島第一原発の廃炉や賠償費用の確保に向けた改革の着実な実行を図る狙いがあると見られる。同年6月23日の東電定時株主総会において取締役（社外取締役）に選任され、総会後の取締役会において取締役会長に選定された。
2019年9月春光会会長及び春光懇話会会長に就任。2020年4月、東京電力ホールディングス会長退任が発表。同年6月末の株主総会で決定された。

## 人物・エピソード
- 川村は2015年5月9日付の『日本経済新聞』紙上で、「チェルノブイリ原子力発電所事故や福島第一原子力発電所事故が起きた現在の時点でも、私は日本は基幹エネルギーの一つを原子力に頼らざるをえない国であると考えている」と述べている[31]。この発言は、「エネルギーは水や食糧と並ぶ国家存立の基盤であり、50年後、70年後に化石燃料が枯渇したときに頼りになるのは原子力である」という信念に基づいており[31]、東電会長就任後の2017年7月の同紙のインタビューにおいても、変わらぬ見解を示している[32]。
- 日立入社後は長年電力設計部に所属し、電力会社向けの発電機の開発等に従事した。発電機の熱損失を最小化するための、大型コンピュータを使っての3次元の電磁界解析等、学術的な性格の強い仕事も多く、これらの研究成果を英語の論文にまとめ、アメリカ電気電子学会（IEEE）の発行する有名ジャーナルに発表したこともある。この際アメリカ・ニューヨーク州アルバニーで講演し、世界各地から集まった技術者と歓談したことが思い出深いという[12]。
- 日立製作所副社長在任中の1999年7月23日、北海道出張のため羽田発新千歳行きの全日空61便に搭乗した際、ハイジャックに遭遇した（全日空61便ハイジャック事件）。飛行機マニアの犯人に機長が殺害された後、犯人の未熟な操縦で墜落の可能性が高くなり、「もうだめだ」と覚悟を決めた時、偶然乗り合わせた非番のパイロットらの機転により、無事着陸することが出来た。この経験を通じて、人はいつ死ぬか分からないのだから、毎日を大切に生きなければと自覚するようになり、残りの人生をどう生きるか真剣に考えるようになったという。また、「ラストマン」（最終責任者）の意識を改めて強く持つようになり、自分は果たして墜落の危機を救ったパイロットのように、「ラストマン」の役割を果たす機会があるのだろうか、と思ったと同時に、会社は彼のような「ラストマン」を育てておかなければならない、とも思ったという[6][33]。当時のハイジャックへの基本の対応マニュアルにある「犯人の言うことを聞く」に違反していた、パイロットらの機転によって助かったことから、緊急事態では自分で考え自分の責任で行動する「ラストマン（最終責任者）」の意識を強く持つようになった
- 日立のトップとして思い切った改革を次々と行い、会社を業績回復に導いたが、シーメンスなどの国外のライバル企業に比べるとまだ十分なレベルとは言えず、より一層の改革が必要だという。「熾烈な競争に勝ち抜くための変革を遂行する挑戦はまだ続いている」と、次世代への期待も込めて語る[34]。

## 著書
- 『ザ・ラストマン 日立グループのV字回復を導いた「やり抜く力」』角川書店、2015年
- 『100年企業の改革 私と日立 私の履歴書』日本経済新聞出版社、2016
- 『一俗六仙』東洋経済新報社、2021年